# Peter Ölvecký
Peter Ölvecký (* 11. říjen 1985, Nové Zámky) je slovenský hokejový útočník, momentálně působící v klubu Piráti Chomutov.

## Klubový hokej
Ölvecký je odchovancem Dukly Trenčín. Minnesota Wild ho draftovala v roce 2004 z celkového 78. místa. Po sezóně 2004/2005, kterou strávil převážně v Dukle odešel do zámoří. Tam působil působil čtyři sezóny v záložním týmu Minnesoty v Houstonu Aeros, kde v 238 zápasech zaznamenal 115 bodů (49 gólů a 66 asistencí). V roce 2008 podepsal s Minnesotou Wild roční kontrakt. V NHL debutoval 30. ledna 2009 v zápase proti Edmontonu. Za Minnesotu si v NHL připsal 32 startů, v nichž získal 7 kanadských bodů za dva góly a pět asistencí. Po sezóně 2008/2009 nedostal od Wild kvalifikační nabídku a stal se neomezeným volným hráčem. V létě 2009 podepsal smlouvu s Nashvillem. V sezóně 2009/2010 odehrál v prvním týmu Nashvillu jeden zápas. Zbytek sezony působil v záložním týmu Nashvillu v Milwaukee Admirals, kde odehrál 62 utkání, v nichž zaznamenal 34 bodů za 11 gólů a 23 asistencí. V březnu 2010 byl týmem Nashville Predators poslán z Milwaukee do Manitoby. Po sezóně 2009/2010 se z Ameriky vrátil a podepsal kontrakt s finským klubem KalPa Kuopio, kde setrval jednu sezónu. Sezónu 2011/2012 začal v klubu HC Lev Poprad, kde nastoupil pro zranění pouze v 17 zápasech základní části (3 góly, 0 asistencí). Sezónu dohrál ve švédské Elitserien, v týmu Växjö Lakers. Před sezónou 2012/2013 podepsal s klubem HC Slovan Bratislava jednoletý kontrakt do 30. dubna 2013. V polovině sezony 2015/2016 přestoupil do HC Vítkovice Steel

### Klubové statistiky
| Sezona      | Klub                 | Soutěž      | Základní část | Základní část | Základní část | Základní část | Základní část | Play off | Play off | Play off | Play off | Play off |
| Sezona      | Klub                 | Soutěž      | Z             | G             | A             | B             | TM            | Z        | G        | A        | B        | TM       |
| ----------- | -------------------- | ----------- | ------------- | ------------- | ------------- | ------------- | ------------- | -------- | -------- | -------- | -------- | -------- |
| 2003/04     | HC Dukla Trenčín     | SE          | 16            | 0             | 0             | 0             | 18            | —        | —        | —        | —        | —        |
| 2003/04     | HC Dukla Trenčín B   | 1. liga     | 2             | 0             | 0             | 0             | 0             | —        | —        | —        | —        | —        |
| 2004/05     | HC Dukla Trenčín     | SE          | 45            | 10            | 9             | 19            | 49            | —        | —        | —        | —        | —        |
| 2004/05     | ŠHK 37 Piešťany      | 1. liga     | 1             | 0             | 0             | 0             | 10            | —        | —        | —        | —        | —        |
| 2005/06     | Houston Aeros        | AHL         | 67            | 14            | 18            | 32            | 56            | 7        | 1        | 3        | 4        | 4        |
| 2006/07     | Houston Aeros        | AHL         | 69            | 12            | 15            | 27            | 46            | —        | —        | —        | —        | —        |
| 2007/08     | Houston Aeros        | AHL         | 61            | 17            | 16            | 33            | 38            | 5        | 1        | 1        | 2        | 4        |
| 2008/09     | Houston Aeros        | AHL         | 41            | 6             | 17            | 23            | 31            | —        | —        | —        | —        | —        |
| 2008/09     | Minnesota Wild       | NHL         | 31            | 2             | 5             | 7             | 12            | —        | —        | —        | —        | —        |
| 2009/10     | Nashville Predators  | NHL         | 1             | 0             | 0             | 0             | 0             | —        | —        | —        | —        | —        |
| 2009/10     | Milwaukee Admirals   | AHL         | 62            | 11            | 23            | 34            | 22            | —        | —        | —        | —        | —        |
| 2009/10     | Manitoba Moose       | AHL         | 8             | 1             | 3             | 4             | 0             | 6        | 3        | 1        | 4        | 4        |
| 2010/11     | HC Dukla Trenčín     | Extraliga   | 25            | 9             | 17            | 26            | 46            | —        | —        | —        | —        | —        |
| 2010/11     | KalPa                | SM-liiga    | 15            | 5             | 5             | 10            | 4             | 3        | 0        | 0        | 0        | 2        |
| 2011/12     | HC Lev Poprad        | KHL         | 6             | 0             | 0             | 0             | 0             | —        | —        | —        | —        | —        |
| 2011/12     | Växjö Lakers HC      | Elitserien  | 17            | 3             | 0             | 3             | 6             | —        | —        | —        | —        | —        |
| 2012/13     | HC Slovan Bratislava | KHL         | 49            | 7             | 5             | 12            | 42            | 4        | 0        | 0        | 0        | 4        |
| NHL celkově | NHL celkově          | NHL celkově | 32            | 2             | 5             | 7             | 12            | —        | —        | —        | —        | —        |
| AHL celkově | AHL celkově          | AHL celkově | 308           | 61            | 92            | 153           | 193           | 21       | 6        | 6        | 12       | 18       |
| SE celkově  | SE celkově           | SE celkově  | 86            | 19            | 26            | 45            | 113           | 12       | 1        | 0        | 1        | 6        |

## Reprezentace
V slovenském dresu odehrál 49 zápasů (7 gólů, 6 asistencí).
Statistiky reprezentace na Mistrovstvích světa a Olympijských hrách:
| Turnaj             | Místo konání                           | Z  | G | A | B | Umístění  | Soupisky          |
| ------------------ | -------------------------------------- | -- | - | - | - | --------- | ----------------- |
| MS 2009            | Švýcarsko (Bern, Kloten)               | 5  | 0 | 1 | 1 | 10. místo | Soupiska MS 2009  |
| MS 2013            | Švédsko a Finsko (Stockholm, Helsinky) | 8  | 1 | 0 | 1 | 8. místo  | Soupiska MS 2013  |
| ZOH 2018           | Jižní Korea (Pchjongčchang)            | 4  | 1 | 0 | 1 | 11. místo | Soupiska ZOH 2018 |
| Celkem na MS (2x)  |                                        | 13 | 1 | 1 | 2 |           |                   |
| Celkem na ZOH (1x) |                                        | 4  | 1 | 0 | 1 |           |                   |

### Juniorská reprezentace
| Rok  | Tým       | Událost | Z | G | A | B | TM |
| ---- | --------- | ------- | - | - | - | - | -- |
| 2005 | Slovensko | MSJ     | 6 | 3 | 1 | 4 | 16 |